# Ambuscade (Schiff, 1927)
Die Ambuscade, auch HMS Ambuscade (Kennungen: D38), war einer von zwei Zerstörer-Prototypen der britischen Royal Navy nach dem Ersten Weltkrieg. Das Boot wurde im Zweiten Weltkrieg eingesetzt und mit den battle Honours „Atlantic 1940-44“  und „Arctic 1942“ ausgezeichnet. Nach dem Kriegsende wurde das Schiff verschrottet.

## Geschichte
1924 vergab die Royal Navy Bauaufträge für zwei Zerstörer, nachdem sie zuvor einschlägige Werften um Entwürfe gebeten hatte. Nachdem der letzte vorherige Entwurf von Schiffen dieser Klasse aus dem Jahre 1917 stammte, machte der Fortschritt in der Konstruktionstechnik und bei der Maschinenanlage einen gänzlich neuen Entwurf notwendig. Die neuen Boote sollten über eine Bewaffnung wie die letzten Kriegsentwürfe der W-Klasse (vier 4,7-in-(120-mm)-Kanonen und sechs 21-in-(533-mm)-Torpedorohre) verfügen, aber eine größere Reichweite haben. Erwartet wurden 5000 Seemeilen bei Marschgeschwindigkeit. Eine Höchstgeschwindigkeit von mindestens 34 Knoten wurde gefordert. Gegen die Mitbewerber Denny & Brothers, Hawthorn, Leslie & Company und J.S. White gingen die Bauaufträge an die langjährigen Zerstörerwerften Thornycroft und Yarrow. Die Zerstörer wurden auf der Basis der von den Werften vorgelegten Entwürfe als Prototypen gebaut.
Die Ambuscade lief am 15. Januar 1926 als erster Zerstörer nach einer längeren Pause im Bau von derartigen Booten bei Yarrow in Glasgow vom Stapel. In Dienst gestellt wurde sie am 15. März 1927. Ihre bei Thornycroft entstandene Halb-Schwester Amazon folgte am 5. Mai 1927. Die Ambuscade war etwas kleiner als die Amazon.

Nach ersten Tests und Modifikationen führten die beiden Boote vom 10. April bis zum 15. August 1928 eine Testreise „Rund um Südamerika“ durch, um die Bedingungen auf den Booten bei unterschiedlichen klimatischen Bedingungen und die Reichweite zu testen. Angelaufen wurden Pernambuco, Rio de Janeiro, Santos, Montevideo, Buenos Aires, Port Stanley und nach der Passage durch die Magellanstraße Talcahuano, Valparaíso und Coquimbo, wo man mit dem Flaggschiff der chilenischen Flotte, dem Schlachtschiff Almirante Latorre (ex Canada), zusammentraf. Über Callao lief die Ambuscade allein Guayaquil an, um dann durch den Panamakanal nach Kingston (Jamaika) zu gehen. Über Bermuda und Faial liefen die Boote dann in die Heimat zurück.
Die Ambuscade diente dann von Ende Oktober 1928 bis zum März 1931 in der Mittelmeerflotte. An ein Jahr Dienst bei der Home Fleet ab Juni 1932 schloss sich eine Dienstzeit von fast fünf Jahren bei der Torpedoschule HMS Vernon in Portsmouth an, wo auch die Amazon eingesetzt wurde. Ende Februar 1937 wurde das Boot wegen des schlechten Zustandes seiner Turbinen außer Dienst gestellt. Erst 1939 begann die gründliche Instandsetzung in der Marinewerft Portsmouth für einen erneuten Einsatz des Bootes.

### Kriegseinsatz
Beim Kriegsbeginn 1939 war die Ambuscade wegen der spät begonnenen Instandsetzung und des langen Werftaufenthalts zunächst nicht einsetzbar. Nach dem Abschluss der notwendigen Arbeiten wurde das Schiff am 27. Mai 1940 der 16. Zerstörerflottille in Harwich zugewiesen. Der Zerstörer nahm dann ab dem 8. Juni an den Evakuierungen britischer Truppen aus den Häfen Nordfrankreichs teil. Dabei erhielt er am 10. Juni einen Treffer einer deutschen Artilleriebatterie bei St. Valery. Die weiterhin einsatzfähige Ambuscade traf bei schlechter Sicht auf die nach Bombentreffern manövrierunfähige Boadicea und schleppte sie über den Kanal, wo sie von einem Schlepper übernommen wurde.
Nach der Sicherung einiger Konvois entlang der britischen Küste wurde das Boot im September 1940 zur 12. Zerstörerflottille in Greenock verlegt, um an der Konvoisicherung zwischen Island und dem Clyde teilzunehmen. Nunmehr traten häufiger Antriebsprobleme auf.
Mit verstärkter U-Boot-Abwehr- und Flugabwehr-Bewaffnung wurde die Ambuscade nach Abschluss der notwendigen Reparaturen und Umbaumaßnahmen zur Sicherung von Geleitzügen im Nordatlantik eingesetzt.

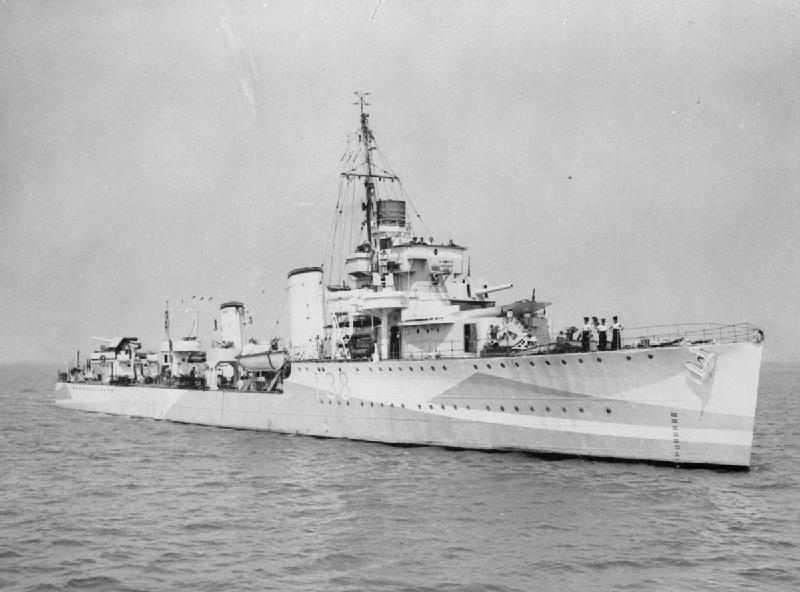
Die Ambuscade mit Squid-Werfer

Im Jahre 1943 wurde auf dem Schiff der erste Squid-Wasserbombenwerfer zu Erprobungszwecken eingebaut. Angesichts des Alters des Zerstörers, des Zustandes seiner Maschinenanlage und der steigenden Anzahl neu in Dienst gestellter Geleitfahrzeuge wurde das Schiff ab Mitte 1943 nicht mehr als Geleiter, sondern als Zielschiff für Marineflieger verwendet.
Nach dem Kriegsende wurde die Ambuscade für weitere Erprobungen verwandt und 1947 schließlich verschrottet.

## Nachbauten für den Export
Die Ambuscade war die Basis für die von Yarrow konstruierten Zerstörer der Douro-, dann Vouga-Klasse der portugiesischen Marine (Marinha Portuguesa). 1932 bestellte Portugal fünf Boote. Zwei Boote wurden von Yarrow in Schottland gebaut; die anderen entstanden in Lissabon mit von Yarrow gelieferten Maschinen. Die Zerstörer kamen zwischen Juni 1933 und Februar 1936 in Dienst. Die zuerst von Yarrow gelieferte Vouga wurde als letztes Boot erst im Juni 1967 gestrichen.
Die beiden ersten in Lissabon entstehenden Boote verkaufte Portugal unter Vermittlung von Yarrow noch vor deren Fertigstellung 1933 nach Kolumbien, wo sie als Antioquia-Klasse von 1934 bis 1961 im Dienst blieben. Die Portugiesische Marine bestellte zwei Boote nach, um die Verkäufe auszugleichen.